# Терехов Микола Петрович
Микола Петрович Терехов (1897, місто Суми Харківської губернії — ?) — радянський державний діяч, народний комісар місцевої промисловості Казахської РСР.

## Життєпис
Народився в родині робітника. Освіта початкова: в 1911 році закінчив три класи церковнопарафіяльної школи в Сумах.
У 1905—1917 роках працював підсобним робітником на рафінадному заводі, токарем у ремонтній майстерні в Сумах та молотобійцем кузні у Воронежі.
Член РСДРП(б) з 1917 року.
У 1917 році був агітатором РСДРП(б) у Сумах. У 1917—1918 роках — член революційного комітету, помічник начальника штабу Червоної гвардії в Сумах; комісар із продовольства Сумського повітового ревкому.
У 1918—1920 роках — боєць радянського партизанського загону; інструктор-організатор комітетів бідноти; комісар штабу повстанських військ Сумського повіту; комісар фінансів, завідувач відділу праці та соціального забезпечення Сумського повітового виконавчого комітету.
У 1920—1926 роках служив у Червоній армії.
У 1926—1927 роках — керуючий Луганської обласної контори «Укрм'ясотресту». У 1927—1929 роках — заступник керуючого крайової контори «Укрм'ясотресту» в Північно-Кавказькому краї (місто Ростов-на-Дону).
У 1929—1930 роках — уповноважений республіканської контори «Укрм'ясотресту» в Москві.
У 1930—1931 роках — заступник керуючого Північно-Кавказької крайової контори «Союзм'ясо» в Ростові-на-Дону.
У 1931—1934 роках — керуючий Східно-Сибірського тресту «Головм'ясо»; заступник уповноваженого Народного комісаріату постачання СРСР по Східно-Сибірському краю в Іркутську.
У 1934—1935 роках був начальником Центральної комерційної контори «Скотоимпорт» у Москві.
У березні 1935 — лютому 1938 року — керуючий Казахської крайової (республіканської) контори Всесоюзного об'єднання «Союззаготскот».
У лютому — червні 1938 року — народний комісар місцевої промисловості Казахської РСР.
29 червня 1938 року заарештований органами НКВС Казахської РСР за звинуваченням у політичних злочинах. 3 червня 1939 року звільнений, справу припинено через недоведеність складу злочину.
У квітні 1958 року реабілітований.

## Нагороди та відзнаки
- орден «Знак Пошани» (1.08.1936)